# 吉木りさ
吉木 りさ（よしき りさ、1987年（昭和62年）7月27日 - ）は、日本の女優、タレント、歌手、グラビアアイドル。夫は俳優の和田正人。リップ所属。千葉県浦安市出身。

## 経歴
中学生の頃は漫画家を目指していたが、アイドルに憧れるようになり、中学２年時に「モーニング娘。LOVEオーディション21」を受けたが、落選した。
高校１年生の春に、原宿で芸能事務所フィットワンのスタッフにスカウトされて芸能界に入る。そして演歌歌手としてデビューすることが決まり、約２年間のレッスンを受けた。元々、母親が演歌や民謡好きで、小学４年生から民謡を習い始め、中学の時には地域の大会で優勝したこともあるほど。そのため、歌い方を大衆向けのスタイルに変えるのに苦労したと語っている。
2004年11月、最初のイメージビデオ『恋』を発表。当時は、グラビア活動に対して両親の反対にあっていたが、吉木が20歳になったころには理解してもらえるようになった。
2008年12月24日、坂本冬美の「夜桜お七」のカバーで、徳間ジャパンコミュニケーションズから歌手デビュー。
2009年8月からフジテレビのバラエティ番組『キャンパスナイトフジ』に出演して注目を集める。以降、様々な雑誌の表紙やグラビアページを飾り、写真集やイメージDVDを発売する一方、ドラマや映画、バラエティ番組など多方面で活躍するようになる。
2010年3月、亜細亜大学を卒業。また同じ時期に『キャンパスナイトフジ』も終了。その時に、出演者からなるユニット“キャンパスナイターズ”で、「エロくないのにエロく聴こえる歌 〜しこたまがんばれ!〜」を発表、オリコン週間チャートで最高16位を記録した。
2011年1月、週刊誌『SPA!』でのリリー・フランキーによる連載「グラビアン魂」で、2010年ベストグラビアンに選ばれる。3月2日、“yoshiki*lisa”名義でシングル「Destin Histoire」を発表。同曲はテレビ東京のアニメ『GOSICK -ゴシック-』のオープニングテーマに起用された。
2014年3月5日、吉木りさ名義にて自身初のオリジナルアルバム『ペントミノ』をリリース。6月28日、出身地である千葉県で10月19日に開催される「ちばアクアラインマラソン2014」のPR大使に就任。
2017年11月22日、俳優の和田正人と結婚。
2019年6月3日、第1子妊娠を報告。10月27日、第1子となる女児を出産したことを報告。
2021年3月には、翌4月からスタートするテレビ東京系アニメ『妖怪ウォッチ♪』のED「妖怪たいそう」（ジバニャンコマさんヨシキりさ♪名義、ようかい体操第一のカバー）で7年ぶりに歌手業に復帰した。
2022年6月17日、第2子妊娠を報告。10月26日、第2子男児の出産を報告。
2024年4月1日、前事務所フィットが破産となったことにより、リップ所属となった。

## 人物
- ２女１男きょうだいの末っ子。父は岐阜県出身であることを明かしている[22]。
- 左利き（ただし、字は右手で書く）。
- 趣味はアニメ観賞、BL漫画読書。
- 特技は民謡、三味線演奏[1]。
- 美空ひばりは神だと語る[6]。演歌歌手では島津亜矢などを好んでいる[6]。その一方、普段は安室奈美恵や椎名林檎、湘南乃風、サザンオールスターズなどのポップスも聴いている[6]。
- ももいろクローバーZのファン。
- レギュラー番組で共演している福田萌と仲良く、お互いのブログに登場することもある。
- 2010年放送のテレビ朝日のバラエティ番組『ドスペ2 顔面研究バラエティーお顔学会』において、「顔の黄金比率」に基づいた人相学で、『日本タレント名鑑』中の写真の中で、「最も美人な顔」に選ばれた[23]。アイドル評論家の北川昌弘は、彼女の魅力は「いかにもお嬢様然とした正統派美女のルックスなのに、あんなにエロイ格好をしている」というギャップだと評している[7]。

## 作品

### シングル
| #                                                     | 発売日         | 作品名                                                            | 最高順位 | 最高順位 | 最高順位 | 認定 | アルバム |
| #                                                     | 発売日         | 作品名                                                            | オリコン | Hot 100  | RIAJ DL  | 認定 | アルバム |
| ----------------------------------------------------- | -------------- | ----------------------------------------------------------------- | -------- | -------- | -------- | ---- | -------- |
| 1st                                                   | 2008年12月24日 | 夜桜お七                                                          | -        | -        | -        |      |          |
| 2nd                                                   | 2011年03月02日 | Destin Histoire                                                   | 13       | 46       | -        |      | Poche    |
| 3rd                                                   | 2012年08月22日 | ボカロがライバル☆                                                 | 44       | 27       | -        |      | -        |
| 4th                                                   | 2012年12月05日 | 世界は教室だけじゃない                                            | 40       | 11       | -        |      |          |
| 5th                                                   | 2013年5月22日  | シフトと時給と、ついでに愛をとりもどせ!! ※吉木りさ&ヒャダイン名義 | 67       | -        | -        |      |          |
| 参加作品                                              |                |                                                                   |          |          |          |      |          |
|                                                       | 2010年3月17日  | エロくないのにエロく聴こえる歌 〜しこたまがんばれ!〜              | 16       | -        | -        |      |          |
| "—"はチャート圏外、チャート対象外の何れかを意味する。 |                |                                                                   |          |          |          |      |          |

### アルバム（“yoshiki*lisa”名義）
| #   | 発売日        | 作品名 | 最高位   | 最高位 | 最高位  | 認定 |
| #   | 発売日        | 作品名 | オリコン | Hot 10 | RIAJ DL | 認定 |
| --- | ------------- | ------ | -------- | ------ | ------- | ---- |
| 1st | 2012年3月28日 | Poche  | 67       | -      | -       |      |

### アルバム（“吉木りさ”名義）
| #   | 発売日       | 作品名                                      | 最高位   | 最高位 | 最高位  | 認定 |
| #   | 発売日       | 作品名                                      | オリコン | Hot 10 | RIAJ DL | 認定 |
| --- | ------------ | ------------------------------------------- | -------- | ------ | ------- | ---- |
| 1st | 2014年3月5日 | ペントミノ                                  | -        | -      | -       | -    |
| 2nd | 2014年6月2日 | CRA海物語AQUA with 吉木りさ SONG COLLECTION | -        | -      | -       | -    |

### ミュージック・ビデオ
| 年     | ビデオ                                               | 監督 |
| ------ | ---------------------------------------------------- | ---- |
| 2010年 | エロくないのにエロく聴こえる歌 〜しこたまがんばれ!〜 |      |

### DVD
| 1        | 2004年11月26日 | 吉木りさ〜恋〜                                                                                   | ガールズレコード           |                       | -   |
| 2        | 2010年3月27日  | セキララ*彼女                                                                                    | 晋遊舎                     | AKIRA FUNAKI 安倍雄治 | -   |
| 3        | 2010年9月27日  | セキララ*彼女2                                                                                   | 晋遊舎                     | AKIRA FUNAKI 安倍雄治 | 106 |
| 4        | 2010年12月18日 | 神降臨-セキララ*彼女 番外篇-                                                                     | 晋遊舎                     | 安倍雄治              | -   |
| 5        | 2011年1月27日  | セキララ*彼女3                                                                                   | 晋遊舎                     |                       | 31  |
| 6        | 2011年5月20日  | KISS KISS!                                                                                       | 竹書房                     | ノムラヨシキ          | 38  |
| 7        | 2011年11月20日 | 蜜密〜mitu＊mitu                                                                                 | ラインコミュニケーションズ |                       | 45  |
| 8        | 2011年11月20日 | 花姑〜kako〜                                                                                     | ラインコミュニケーションズ |                       | 48  |
| 9        | 2012年2月22日  | Beach Angels ビーチ・エンジェルズ 吉木りさ in 石垣島                                             |                            |                       |     |
| 10       | 2012年5月25日  | 大好きな君へ                                                                                     | 竹書房                     | Tenjo Kano            | 46  |
| 11       | 2012年5月25日  | もっと近くに                                                                                     | 竹書房                     | Masaki Kawashima      | 39  |
| 12       | 2012年9月21日  | Summer gift                                                                                      | イーネット・フロンティア   |                       |     |
| 13       | 2012年9月21日  | Summer wedding                                                                                   | イーネット・フロンティア   |                       |     |
| 14       | 2013年2月27日  | 楽園                                                                                             | 晋遊舎                     |                       |     |
| 15       | 2013年2月27日  | 失楽園                                                                                           | 晋遊舎                     |                       |     |
| 16       | 2013年9月20日  | 夢想花 -Musouka-                                                                                 | ラインコミュニケーションズ |                       |     |
| 17       | 2013年9月20日  | 可恋花 -Karenka-                                                                                 | ラインコミュニケーションズ |                       |     |
| 18       | 2014年3月20日  | 4Pieces DVD BOX （「花姑 -kako-」 「蜜密 mitu*mitu」 「夢想花 -Musouka-」 「可恋花 -Karenka-」） | ラインコミュニケーションズ |                       |     |
| 19       | 2014年10月27日 | とりこ                                                                                           | ワニブックス               |                       |     |
| 20       | 2014年12月26日 | 吉木りさに怒られたい DVDスペシャルエディション                                                   | ポニーキャニオン           |                       |     |
| 21       | 2017年1月25日  | milimiLISA                                                                                       | ワニブックス               |                       | -   |
| 参加作品 |                |                                                                                                  |                            |                       |     |
| 1        | 2006年11月24日 | DECORATION CAKE                                                                                  | ガールズレコード           |                       | -   |

### Blu-ray Disc
| 発売日         | 商品名 | 発売元                     |
| -------------- | --- | -------------------------- |
| 2012年02月22日 | Beach Angels 吉木りさ | TBS                        |
| 2012年12月29日 | Amazon限定 吉木りさ『セキララ*彼女 5部作ブルーレイ』限定コンプリートボックス （『セキララ*彼女 Blu-ray』 『セキララ*彼女2 Blu-ray』 『セキララ*彼女3 Blu-ray』 『神降臨 -セキララ*彼女 番外編- Blu-ray』 『千年ロマンス Blu-ray』） | 晋遊舎                     |
| 2013年01月12日 | 吉木りさ『セキララ*彼女 ブルーレイ』 | 晋遊舎                     |
| 2013年01月12日 | 吉木りさ『セキララ*彼女2 ブルーレイ』 | 晋遊舎                     |
| 2013年01月12日 | 吉木りさ『神降臨♥ セキララ*彼女番外編 ブルーレイ』 | 晋遊舎                     |
| 2013年01月12日 | 吉木りさ『セキララ*彼女3 ブルーレイ』 | 晋遊舎                     |
| 2013年01月12日 | 吉木りさ『千年ロマンス ブルーレイ』 | マックス                   |
| 2013年09月20日 | 吉木りさ『夢想花 -Musouka- ブルーレイ』 | ラインコミュニケーションズ |
| 2013年09月20日 | 吉木りさ『可恋花 -karenka- ブルーレイ』 | ラインコミュニケーションズ |
| 2013年12月15日 | 吉木りさ『蜜密 -mitu*mitu- ブルーレイ』 | ラインコミュニケーションズ |
| 2013年12月15日 | 吉木りさ『花姑 -kako- ブルーレイ』 | ラインコミュニケーションズ |
| 2014年03月20日 | 吉木りさ4Pieces Blu-ray BOX （『夢想花 -Musouka- ブルーレイ』 『可恋花 -karenka- ブルーレイ』 『蜜密 -mitu*mitu- ブルーレイ』 『花姑 -kako- ブルーレイ』）                                                                          | ラインコミュニケーションズ |

## 出演

### テレビ番組
- News!371〜アイドル（エンタ!371、2008年 - 2009年）
- キャンパスナイトフジ（2009年8月1日 - 2010年3月19日、フジテレビ） - キャンパスナイターズ
- PigooRadio〜吉木りさ（2011年1月1日 - 3月3日、PigooHD・エンタ!371）
- バナナマンのブログ刑事 （2011年3月22日、東海テレビ）
- 双方向クイズ 天下統一 第3回「テレビゲーム」（2012年1月6日、NHK）
- アグレッシブですけど、何か?（2012年2月15日・7月4日 - 7月18日、広島ホームテレビ）
- 関ジャニ∞のジャニ勉（2012年7月5日・2017年6月29日、関西テレビ）
- 有吉弘行のヘベレケ （2012年7月23日、東海テレビ）
- しゃべくり007（2012年10月22日・2014年8月31日 、日本テレビ）
- たけスポ（2012年12月27日、テレビ朝日）
- 旅RUNガール（2013年1月5日、テレビ東京）
- 第43回NHK上方漫才コンテスト （2013年3月1日、NHK） - 司会
- 熱血!オヤジバトル（2013年3月24日、NHK） - 第16回ゲスト審査員
- 仕事ハッケン伝 Season3 吉木りさ×バスツアー企画（2013年4月4日、NHK）
- 博多祇園山笠2013（2013年7月15日、NHK BSプレミアム）
- 見どころ満載 PGAツアー（NHK BS1、2013年10月2日／NHK総合テレビジョン、10月5日）
- 徳井義実のチャックおろさせて〜や（BSスカパー!） - アシスタント
  - 第3回「徳井義実のチャックおろさせて〜や －クリスマスの催し－」（2013年12月21日）
  - 第4回「徳井義実のチャックおろさせて〜や －1周年の催し－」（2014年3月29日）
  - 第5回「徳井義実のチャックおろさせて〜やZ　～秋の収穫祭～」（2014年11月8日）
  - 第6回（2015年3月28日）
- 鉄道紀行 ニッポンぶらり鉄道旅（NHK BSプレミアム） - 旅人
  - パイロット版 東武伊勢崎線（東武スカイツリーライン）・東京モノレール羽田空港線 （2014年3月27日）
  - 第4回 長野電鉄 （2014年5月1日）
  - 第7回 東武伊勢崎線（東武スカイツリーライン） （2014年5月29日）
  - 第14回 江ノ島電鉄線 （2014年8月7日）
  - 第22回 JR東日本八戸線 （2014年11月13日）
  - 第24回 伊豆箱根鉄道駿豆線 （2014年12月11日）
  - 第32回 JR東日本・JR東海東海道本線 （2015年3月12日）
  - 第35回 JR九州指宿枕崎線・伊豆急行線・JR北海道函館本線 （2015年4月18日）
  - 第42回 東京メトロ銀座線 （2015年7月2日）
- NHKソチパラリンピック関連番組
  - シリーズ ソチパラリンピック（2014年1月 - 3月、NHK Eテレ） - ナビゲーター
  - ソチパラリンピック開会式ハイライト（2014年3月8日、NHK 総合テレビジョン・NHK Eテレ）
- 探検バクモン（2014年3月19日、NHK）
- このマンガいいね! BSオススメ夜話（NHK BSプレミアム） - 司会
  - 第1弾（2014年7月27日・8月3日）
  - 第2弾（2014年12月28日）
  - 第3弾（2015年5月3日）
- 吉木りさに怒られたい[28]（テレビ東京）
  - Season1(2014年8月2日 - 8月30日)
  - Season2(2014年10月11日 - 11月1日)
  - 新春ポンコツ時代劇！吉木りさに怒られたい～江戸編～（2015年1月10日）
  - 就活生のための吉木りさに怒られたい（2015年3月5日 - 7日）
  - 新入社員のための吉木りさに怒られたい（2015年4月23日 - 25日）
  - 吉木りさ"ら"に怒られたい（2015年10月13日 - 21日）
  - Season7（2015年11月3日・10日）
- 内村とザワつく夜（2014年9月9日、TBS）
- ガリゲル（読売テレビ／日本テレビ系列、2014年09月13日 #219 - 2014年10月4日 #222） - スタジオゲスト
- ボイメン☆騎士（2014年9月17日、中京テレビ）
- モテモテかんぱにーR25（2014年10月2日 - 2015年9月24日、関西テレビ） - MC
- オトナ養成所 バナナスクール（2014年12月2日、東海テレビ）
- 昼めし旅 〜あなたのご飯見せてください!〜（2014年12月 - 、テレビ東京） - レポーター
- 聞きこみ!ローカル線 気まぐれ下車の旅（2014年12月15日、BSジャパン） - 旅人
- 駆け込みドクター!運命を変える健康診断（2015年1月25日、TBS）
- 有田チルドレン（2015年4月28日、TBS）
- ニュース女子（2015年 - 、DHCシアター）
- あいつ今何してる?（2015年12月27日・2016年1月10日、テレビ朝日）
- ネクストブレイク 芸能人デート観察バラエティ「ラブ・ライアー」（2016年1月29日、日本テレビ）
- 全力!脱力タイムズ（2016年2月19日、フジテレビ）
- 極上!旅のススメ（2016年3月20日、テレビ朝日）
- 家、ついて行ってイイですか?（2016年3月26日・7月9日、テレビ東京）
- コレナンデ商会（2016年4月−2022年3月、NHK Eテレ） - キーウィ 役
  - コレナンデ サンデー（2018年4月−2021年3月、NHK Eテレ） - キーウィ 役
- ハッキリ5〜そんなに好かれていない5人が世界を救う〜（2016年6月5日、朝日放送）
- オタ恋（BS朝日） - スタジオゲスト
  - #17・18　サッカーオタク （2016年10月22日・29日）
  - #27・28　スイーツオタク （2017年1月7日・14日）
  - #38・38　筋肉オタク （2017年3月25日・4月1日）
- 恋とか愛とか（仮）（2017年1月19日、広島ホームテレビ）
- ロンブー淳の一度は行きたい！武将の隠し湯 戦国一の温泉好き！信玄と美人の湯SP （2017年2月18日、SBC信越放送（TBS系列））[29] - ゲスト
- バナナ♪ゼロミュージック（2017年2月18日、NHK）
- ちょっとザワつくイメージ調査 もしかしてズレてる?（2017年3月20日、関西テレビ）
- グサッとアカデミア 第5回（2018年3月8日、日本テレビ）
- 出発!ローカル線 聞きこみ発見旅（2018年6月18日、BSテレ東）
- 有田哲平の夢なら醒めないで　ウェディングハイな女たちSP（2018年6月20日、TBS）
- 今夜くらべてみました（2019年2月6日、日本テレビ）
- す・またん!（2024年10月23日、読売テレビ） - 水曜コメンテーター（不定期）

### テレビドラマ
- スーパー戦隊シリーズ（テレビ朝日）
  - 特捜戦隊デカレンジャー 第3・4話（2004年2月29日・3月7日） - 衛里香 役
  - 特命戦隊ゴーバスターズ（2012年2月26日 - 2013年2月10日） - 桜田リカ 役
- 功名が辻 第8回「命懸けの功名」（2006年2月26日、NHK)
- 働きマン 第3話（2007年10月24日、日本テレビ）
- 土曜時代劇 オトコマエ 第1回｢許さねえ｣(2008年4月12日、NHK)
- ごくせん3 第3話（2008年5月3日、日本テレビ） - 桃女生徒 役
- 新・あなたの知らない世界『髪』（2011年8月25日、日本テレビ） - 主演・シオリ 役
- ティーンコート 第8・9話（2012年2月28日・3月6日、日本テレビ） - ミン・ティ 役
- 文豪の食彩2（2014年12月6日、BSジャパン） - 石原ケイ 役
- 警視庁・捜査一課長 season3 第4話（2018年5月3日、テレビ朝日） - 牧口里美 役[30]
- リーガルV〜元弁護士・小鳥遊翔子〜 第3話（2018年10月25日、テレビ朝日） ‐ 杉田麻美 役

### インターネット
- ビバーチェ!
- Abema Game 9 アゲナイッ! フライデー（2018年1月26日 - 4月13日、AbemaTV） - アシスタント
- アベマ大縁日〜人気番組勢ぞろい！神宮花火大会生中継で豪華プレゼント大放出SP〜（2018年8月11日、AbemaTV）[31]

### ラジオ
- GEKIDAN SAMBA CARNIVAL （2010年4月 - 9月、FM FUJI） アシスタント
- DJ Tomoaki’s Radio Show! （2009年12月24日※アシスタントMC、2010年1月28日※アシスタントMC、3月18日※ゲスト、下北FM）
- The Nutty Radio Show おに魂 （2010年10月6日 - 2013年3月、NACK5） 水曜日アシスタント
- あびら屋（2011年1月、レインボータウンFM）
- 吉木りさのエンジョイ・ドライビング・サンデー（2011年4月 - 6月、TBSラジオ）
- ラジオでんでんタウン（2011年4月、ラジオ大阪）ゲスト
- 電撃大賞（2011年10月 - 2013年3月30日、文化放送）
- オレたちゴチャ・まぜっ!（2014年4月4日 - 2015年3月27日、MBSラジオ）
- アッパレやってまーす!（2015年3月31日 - 、MBSラジオ）火曜日パーソナリティ
- 吉木りさのタミウタ（2017年4月9日 - 2022年4月3日、NHK-FM） 司会

### 映画
- 心霊写真呪撮（2006年、オリジナルビデオ）
- 水霊縁起録（2006年、ネットシネマ）
- 口裂け女2（2008年）
- アメイジング グレイス〜儚き男たちへの詩〜（2011年8月、グアパ・グアポ）
- 劇場版 FAIRY TAIL 鳳凰の巫女（2012年8月、アニメ映画） - リサ 役
- グラッフリーター刀牙（2012年7月）- ゾンビソルジャー2号 役
- WE ARE LITTLE ZOMBIES（2019年） - 声の出演

### DVD
- 「ハシゴマン」京成線〜立石・町屋・堀切菖蒲園〜 （2012年11月21日発売、販売元：アニプレックス） ※内容：安くて美味しい居酒屋をハシゴして廻る酒呑みロードバラエティ番組、出演：渡部建、飯塚悟志、西田美歩、大久保佳代子、吉木りさ
- 人狼〜嘘つきは誰だ?〜 1 （2013年10月27日発売、発売：ポニーキャニオン） ※ゲームバラエティ番組

### オリジナルビデオ
- 帰ってきた特命戦隊ゴーバスターズ VS 動物戦隊ゴーバスターズ（2013年6月、桜田リカ / ピンクキャット）

### CM
- コンビニATM E-net ファミリーマート篇
- エスエスエル ヘルスケア ジャパン コパトーン 異口同音篇
- DMM.com
- ネクソン「サドンアタック」[注 1]（2012年3月 - ）
- ロッテ「ザクリッチ」（2012年3月 - ）
- アサヒビール「ハイリキ・ザ・スペシャル」（椎名桔平、マツコ・デラックスと共演）

### 広告
- 東京ディズニーリゾートパンフレット
- ポポロクロイス（PlayStation 2ソフト、ソニー・コンピュータエンタテインメント）
- ひとりカラオケ専門店 ワンカラ
- 地球防衛軍3POTABLE ニコニコ動画版

### 舞台
- ラブロブスター「破戒」（2009年4月24日 - 30日、新宿・THEATER BRATS）
- 劇団エムキチビート「エレクトリック：サーカス∴デイズ」（2009年12月10日 - 14日、大塚・萬劇場）
- 劇団古今和可集「ピテカントロプス・エレクトス」（2010年5月2日 - 5日、大塚・萬劇場）
- 劇団エムキチビート「WORLD's@END-Fly by:You（ワールズエンド-フライバイユー）」（2010年12月8日 - 12日、新宿・シアターサンモール）
- Flying Trip「落下ガール」（2011年2月3日 - 6日、渋谷区文化総合センター大和田・伝承ホール） - 石川さゆき 役
- アリスインプロジェクト「ライン♪」（2011年8月4日 - 7日、銀座博品館劇場） - 百合園絵里 役
- Flying Trip「空色ドロップ」（2012年1月13日・14日、中野ザ・ポケット） - スペシャルゲスト 村上遥 役
- VISUALIVE「ペルソナ4」（2012年3月15日 - 20日、池袋サンシャイン劇場） - 天城雪子役

### イベント
- ダイワハウススペシャル プロ野球オールスタースポーツフェスティバル（日本プロ野球選手会・讀賣テレビ放送主催、2012年12月6日開催、2013年1月6日に日本テレビ系列で放送）アシスタント
- 武道館アイドル博2017（2017年5月6日、日本武道館）[32] - 3部スペシャルアシスタント

### ケータイアプリ
- 吉木りさコレクション（2012年5月7日、Mobage提供開始 / 2012年5月17日、GREE提供開始）

### パチンコ機
- CRA海物語アクアwith吉木りさ（2014年、遊パチ（甘デジ）版 三洋物産）

## 書籍

### 写真集
1. キミノホホエミ（2004年11月26日、ぶんか社、撮影：田村浩章） ISBN 978-4821126385
2. 赤裸々-せきらら-（2011年3月5日、晋遊舎、撮影：西條彰仁）ISBN 978-4863912571
3. 千年ロマンス（DVD付）（2011年4月12日、マックス、撮影：西條彰仁）ISBN 978-4863791251
4. Heaven（2011年6月24日、集英社、撮影：中山雅文） ISBN 978-4087806120
5. RISA MANIA（DVD付き）（2011年10月20日、小学館、撮影：矢西誠二） ISBN 978-4091030023
6. Dream Wedding SOSEXY （2012年4月26日、バルコ、撮影：レスリー・キー） ISBN 978-4891949518
7. La LISA （2012年7月26日、講談社、撮影：唐木貴央）ISBN 978-4063648935
8. 吉木りさ×妄撮 リア充だけがハッピーじゃない 〜シングル「世界は教室だけじゃない」コラボフォトブック〜（2012年12月14日、講談社、撮影：Tommy）
9. 例えば、吉木りさが。（2013年8月1日、光文社、撮影：下村一喜）[33]ISBN 978-4334901936
10. RISA-Te amo- （2014年8月26日、ワニブックス、撮影：中山雅文）ISBN 978-4847046735
11. 吉木りさ 写真集 「OKOLE(オコレ)」（2016/1/1、ワニブックス、撮影:中山雅文）ISBN 978-4847048081
12. 吉木りさ 写真集 『 konikonikoniko 』（2016/11/27、ワニブックス、撮影:魚住誠一）ISBN 978-4847048807

- キャンパスナイトフジしこたま卒業アルバム（2010年3月19日、講談社） ※参加作品
- 妄撮Blue（2010年7月22日、Tommy） ※参加作品
- セキララ*girls! 2011年 04月号 （2011年2月23日、晋遊舎）※ムック、アイドル33人の写真＋映像DVD、[特別フロク]吉木りさ超大型A1ポスター ほか
- 妄撮chocolate（チョコレート） （2011年12月21日、写真：Tommy）※グラビアのオムニバス最新第4弾。吉木りさ、山本梓、松本さゆき、谷桃子、辰巳奈都子、青島あきな、佐山彩香、仁藤みさき、高嶋香帆、大田千晶、黒澤ゆりか、夢眠ねむ（でんぱ組.inc）、RIO、成瀬心美、など
- HOOTERS JAPAN （2012年1月31日、小学館、著：小櫃謙、写真：西條彰仁） ※HOOTERS TOKYO（赤坂見附店）完全ガイド。グラビア：吉木りさ、フーターズガール、芹那、杉原杏璃、仁藤みさき、澤山璃奈、とっきー
- ギャラリー・オブ・ザ・ノーズアート・クイーン〈Vol.2〉（2012年12月、大日本絵画、撮影：KEN UWABO）※航空機模型専門誌『スケールアヴィエーション』連載のグラビアコーナーを収録。吉木りさ、菜乃花、立花サキ、大石瑛美、KONAN、杉本有美
- UTB:G （2014年7月28日、ワニブックス） ※ムック、写真＋映像DVD、磯山さやか、吉木りさ、杉本有美、杏さゆり、杉原杏璃、紗綾、橋本マナミ、今野杏南、岸明日香、星名美津紀、ほか

### デジタル写真+ムービー作品集
- 「Doll」／吉木りさ （2011年11月25日、中村功撮影、ファンプラス・GザテレビジョンPLUS配信）
- 「Making of 吉木りさ」／吉木りさ （2011年11月25日、中村功撮影、ファンプラス・GザテレビジョンPLUS配信）

### 電子書籍
- 吉木りさ写真集 〜熱い肌 （2014年8月29日、渡辺達生事務所、Kindle版）

### 小説
- 誰かさんと誰かさんがネギ畑 （2013年6月20日、竹書房） ISBN 978-4812495056

### 雑誌
- Sukusui v.6 （ぶんか社ムック 78） （2004年7月、ぶんか社） ※ムック、スクール水着グラビア
- Sukusui v.7 （ぶんか社ムック 85） （2004年11月、ぶんか社） ※ムック、スクール水着グラビア
- ヤングジャンプ 2005年8月4日号 NO.34 通巻1257（集英社） ※表紙・グラビア
- ヤングガンガン NO.16 2010年8月20日号 （スクウェア・エニックス） ※表紙・グラビア
- ヤングアニマル 2010年10月8日号 NO.19 （白泉社） ※表紙・グラビア
- 週刊アサヒ芸能 2011年1月20日号通巻3284号第66巻3号 （徳間書店） ※表紙・グラビア
- 週刊プレイボーイ 2011年2月14日号 NO.7 （集英社） ※グラビア
- 週刊ヤングマガジン NO.10 2011年2月21日号 （講談社） ※グラビア
- ヤングチャンピオン烈 NO.4 2011年4月25日号 （2011年3月15日、秋田書店） ※表紙・グラビア
- EX（イーエックス）大衆 2011年4月号 （2011年3月15日、双葉社） ※グラビア、サイン付き等身大「両面」ポスター
- ヤングチャンピオン 2011年6月14日号 NO.12 （秋田書店） ※表紙・グラビア、吉木りさ クリアファイル、応募者QUOカード
- 週刊大衆 2011年6月13日号 （双葉社） ※表紙・グラビア
- smart（スマート） 2011年7月号 （2011年5月24日、宝島社）※グラビア（ちんかめ）
- FRIDAY（フライデー） 2011年7月1日号 NO.26 （講談社） ※グラビア
- 週刊プレイボーイ 2011年 NO.27 7月4日号 （集英社） ※表紙・グラビア
- ヤングアニマル 2011年9月9日号 （白泉社） ※グラビア：篠崎愛、吉木りさ、初音みのり
- ヤングチャンピオン 2011年9月13日号NO.18 DVD付録付（秋田書店） ※映像DVD：柏木由紀、SKE48、吉木りさ、DiVA、ほか80分
- 週刊文春 2011年9月15日号（文藝春秋）※グラビア
- 月刊ヤングマガジン 2011年10月1日号増刊 （講談社） ※表紙・グラビア
- ヤングアニマル嵐 2011年10月1日号 （2011年9月2日、白泉社） ※表紙・グラビア、特別付録：吉木りさ全長48cm特大アイドルスタンドポップ
- Hanako FOR MEN vol.5 僕の旅。ローカル、ふらっと。 （マガジンハウスムック） （2011年10月3日、マガジンハウス） ※ムック、「旅の道具」を紹介するのはトリンドル玲奈、幅允孝、山下春幸、Gene Krell、野口強、鈴木Q太郎、吉木りさ、カート・コバーン
- ヤングチャンピオン 2011年10月11日号 （秋田書店） ※グラビア、吉木りさ クリアファイル
- 週刊大衆ヴィーナス 2011年11月22日号 （双葉社） ※表紙・グラビア
- FLASH（フラッシュ） 2011年11月29日号 （光文社） ※特大ポスター吉木りさ
- 月刊ヤングマガジン 2011年12月号 （講談社） ※グラビア：森田涼花・吉木りさ・佐山彩香
- 週刊プレイボーイ 2011年11月28日号 NO.48 （集英社） ※グラビア：仲村みう、吉木りさ
- DVD&ブルーレイ Station（ステーション） Vol.38 2012年2月号 （2011年12月19日、インフォレスト） ※グラビア
- 週刊プレイボーイ 2011年12月26日号 NO.52 （集英社） ※表紙、吉木りさステッカー
- FRIDAY（フライデー）2012年12月28日号 （講談社） ※グラビア（＠妄撮）
- ヤングチャンピオン 2012年1月1日号 （秋田書店） ※表紙、付録：吉木りさクリアファイル
- FRIDAY DYNAMITE（フライデーダイナマイト） 2012年1月9日号 （2011年12月26日、講談社）※表紙・グラビア
- 週刊プレイボーイ 2012年1月9日号 （集英社） ※グラビア、AKB48・吉木りさ綴じ込み付録ポスター付
- 週刊実話 2012年2月9日号 （日本ジャーナル出版）  ※グラビア：飛び出す吉木りさ 3Dカード応募者全員プレゼント
- ヤングチャンピオン 2012年2月14日号 （秋田書店） ※付録DVD：アイドルDVDフェスタ2012（篠崎愛、吉木りさ、芹那、フレンチ・キス、ミスヤングチャンピオン2011、山本早織、石原美優、小松菜都、柴小聖、百川晴香）フルボリューム80分
- FLASH（フラッシュ） 2012年2月21日号 （光文社） ※グラビア
- EX（イーエックス）大衆 2012年3月号 （2012年2月15日、双葉社） ※表紙・グラビア、付録：吉木りさ「両面」ポスター
- 漫画アクション 2012年3月6日号 NO.05（2012年2月、双葉社） ※表紙、特別付録：吉木りさ 実物大ポスター
- ヤングアニマル 2012年3月23日号 （2012年3月、白泉社） ※表紙・グラビア、特別付録：吉木りさリバーシブルお風呂ポスター（B4サイズ二つ折り）
- EX（イーエックス）大衆 2012年4月号 （2012年3月15日、双葉社） ※グラビア
- FLASH（フラッシュ） 2012年4月10日号 No.1185 （光文社） ※表紙・グラビア
- 週刊プレイボーイ 2012年5月14日号 （集英社） ※グラビア
- フリーペーパーアニカン 112（2408B）（2012年8月2日発行、株式会社エムジーツー）※堀江由衣、吉木りさ、鈴村健一、梶裕貴、宮野真守、梶浦由記、高橋広樹ほか
- ヤングチャンピオン（YOUNG CHAMPION） No.12 2012年6月12日号 （秋田書店） ※表紙・巻頭グラビア、吉木りさ クリアファイル、付録DVD
- EX（イーエックス）大衆 2012年7月号 （2012年6月15日、双葉社） ※吉木りさ 等のサイン入りお守り&ポラ応募券つき!
- 週刊少年チャンピオン 2012年7月26日号 NO.33 （秋田書店） ※表紙・巻頭グラビア、吉木りさBIGポスター
- 週刊少年サンデー 2012年6月20日号 NO.27 （小学館） ※表紙・巻頭グラビア
- 週刊ヤングマガジン 2012年7月30日号 NO.33 （講談社） ※表紙：吉木りさ、グラビア：吉木りさ、菜々緒、柏木美里、長谷川春奈
- 週刊ヤングマガジン 2012年8月20・27日合併号 （講談社） ※表紙・グラビア:吉木りさ、グラビア:渡辺麻友
- EX（イーエックス）大衆 2012年9月号 （2012年8月11日、双葉社） ※グラビア、付録：サイン入り生写真
- 週刊文春 2012年9月6日号（文藝春秋）※グラビア
- ヤングチャンピオン 2012年10月23日号 NO.21 （秋田書店） ※表紙・グラビア
- 週刊アスキー No.903 2012年11月6日号 （アスキー・メディアワークス） ※表紙
- フリーペーパーアニカン115（2411）（2012年11月21日発行、株式会社エムジーツー） カバースペシャル JAM Project、サイキックラバー、寺島拓篤、堀江由衣、KENN、今井麻美、supercell、EGOIST、吉木りさ、結城アイラ、Annabelほか
- FLASH (フラッシュ) 2012年11月20日号 （光文社） ※グラビア：吉木りさカレンダーフォト＆12カ月秘話
- FLASH (フラッシュ) 2012年12月18日号 （光文社） ※グラビア
- 週刊プレイボーイ 2012年12月24日号 （2012年12月10日、集英社） ※表紙・グラビア
- ヤングガンガン 2013年4月19日号（2013年4月5日、スクウェア・エニックス）※表紙・グラビア
- MAMOR 2013年11月号（扶桑社） - 三宿駐屯地を訪問し、陸上自衛隊の制服を着て撮影、表紙と巻頭グラビアを飾る。

### カレンダー
- 吉木りさ 2011年度カレンダー（2010年10月27日、トライエックス）
- 吉木りさ 2012年度カレンダー（2011年10月26日、トライエックス）
- 吉木りさ 2013年度カレンダー（2012年10月31日、トライエックス）
- 吉木りさ 2014年度カレンダー（2013年10月23日、トライエックス）
- 吉木りさ 2015年度カレンダー（2014年10月29日、トライエックス）

### 関連書籍
- 吉木りさと学ぶ大人の作法〈集英社ムック〉（2014年、集英社） ISBN 978-4081021703